# Olympische Sommerspiele 2008/Teilnehmer (Bangladesch)
| Gelbes Symbol für Goldmedaillen mit stilisierten Olympischen Ringen | Graues Symbol für Silbermedaillen mit stilisierten Olympischen Ringen | Braundes Symbol für Bronzemedaillen mit stilisierten Olympischen Ringen |
| ------------------------------------------------------------------- | --------------------------------------------------------------------- | ----------------------------------------------------------------------- |
| —                                                                   | —                                                                     | —                                                                       |

Bangladesch nahm bei den Olympischen Spielen 2008 in Peking zum siebten Mal an einem olympischen Sommerturnier teil. Die fünf Athleten konnten sich nicht regulär für die Spiele qualifizieren und konnten nur dank Wildcards teilnehmen. Fahnenträger der Eröffnungsfeier war Bubel Rana.

## Teilnehmer nach Sportarten

### Leichtathletik
- Nahar Beauty (100 m)
Frauen, 100 m: im Vorlauf ausgeschieden (62. Platz)
- Abu Abdullah
Männer, 100 m: im Vorlauf ausgeschieden

### Schießen
- Mohammad Hossain
Männer, Luftgewehr 10 Meter: 46. Platz

### Schwimmen
- Mohammed Rana
Männer, 100 m Rücken: 45. Platz
- Doli Akhter
Frauen, 50 m Freistil: 73. Platz